# Fundacja Sensoria
Fundacja Sensoria – wrocławska organizacja pozarządowa, której misją jest wspieranie budowy wykształconego, mądrego i zdrowego społeczeństwa poprzez realizację projektów z zakresu edukacji historycznej oraz promocji zdrowia. Działa zgodnie z hasłem: „Najlepszy czas na działanie jest TERAZ”.
W obszarze edukacji historycznej fundacja prowadzi kampanię BohaterON – włącz historię!, której celem jest upamiętnienie i uhonorowanie uczestników Powstania Warszawskiego oraz promocja historii Polski XX wieku. Kluczowe elementy tej kampanii to akcja „Kartka dla Powstańca”, działania edukacyjne skierowane do uczniów i nauczycieli (BohaterON w Twojej Szkole) oraz bezpośrednia pomoc dla powstańców.
W zakresie promocji zdrowia fundacja realizuje m.in. kampanię Rakoobrona, której celem jest edukacja społeczeństwa w zakresie profilaktyki onkologicznej, zachęcanie do regularnych badań oraz zwiększanie dostępu do bezpłatnych konsultacji medycznych.
Inne projekty fundacji to Lekki Tornister, zwracający uwagę na problem przeciążonych plecaków szkolnych i związane z tym ryzyko wad postawy u dzieci, oraz Kartka ze Szpitala, wspierający małych pacjentów poprzez dostarczanie materiałów do arteterapii.
Fundacja Sensoria została zarejestrowana 25 czerwca 2015 roku i posiada status organizacji pożytku publicznego od 2017 roku. Jej siedziba mieści się przy ul. Ołtaszyńskiej 7 we Wrocławiu.
Prezesem Fundacji Sensoria jest Dariusz Bronisław Szpot, pełniący tę funkcję od 25 lutego 2016 roku. Wiceprezesem zarządu jest Adam Bogacz, który wcześniej, od 25 czerwca 2015 roku do 25 lutego 2016 roku, pełnił funkcję prezesa zarządu.